# IJje Wijkstra

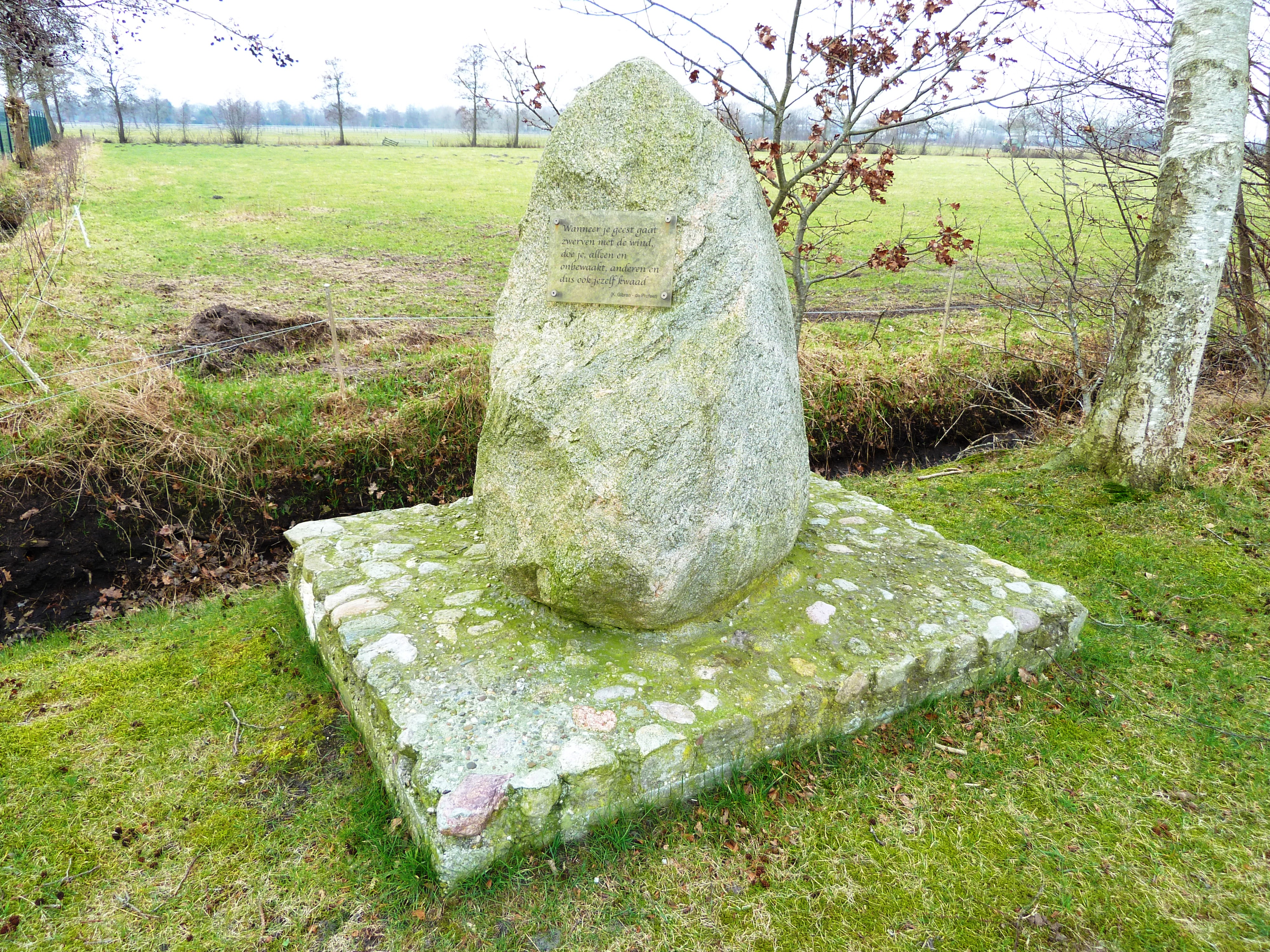
Gedenksteen aan de Polmalaan (vroeger Rottelaan) tussen Kornhorn en Doezum waar het drama zich voltrok

IJje Wijkstra (ook IJe en Eije) (Doezum, 4 juli 1895 – Eindhoven, 6 juni 1941) werd bekend door een viervoudige doodslag die hij in 1929 pleegde in de Rottelaan (later Polmalaan genoemd), destijds behorend bij Doezum (later bij Kornhorn).

## IJje
Wijkstra werd geboren als de jongste van zeven kinderen van IJje Wijkstra en Sjouktje van Bolhuis. Zijn vader had geen vast werk en derhalve ook geen vast inkomen. Naar het schijnt konden beide ouders slecht met elkaar overweg. Ze hadden ruzies over het geloof en er vielen regelmatig klappen.
Na de lagere school ging IJje aan de slag als metselaarsleerling. Daarnaast zou hij samen met zijn vader gestroopt hebben; vast staat in ieder geval dat IJje goed met een geweer wist om te gaan.
IJje kon als ervaren voeger redelijk in zijn eigen onderhoud voorzien. Hij bleef bij zijn moeder wonen en zou anarchist geweest zijn. Hij moest niets hebben van het gezag. Overigens meende IJje zelf dat hij leed aan een zenuwziekte.

## Aaltje en de moorden
In 1928 kreeg hij een verhouding met Aaltje Wobbes, de vrouw van zijn vriend Hendrik Wobbes. Deze vriend zat toen vast wegens diefstal. Volgens de overlevering had Aaltje een grote invloed op IJje. Hij bleef veertien dagen bij haar. Enige tijd later trok Aaltje bij IJje in en liet zij haar zes kinderen in de steek.
Wegens het in de steek laten van haar kinderen wilde Justitie in Groningen Aaltje horen. De burgemeester van Grootegast, Wolter Bonnema, kreeg opdracht Aaltje aan te houden en naar Groningen te laten brengen. Klaarblijkelijk voorzag de burgemeester problemen, want hij liet vier veldwachters de opdracht uitvoeren: twee gemeentelijke veldwachters (Aldert Meijer en Mient van der Molen) en twee rijksveldwachters (Herman Hoving en Jan Werkman).
Op 18 januari 1929 wachtte Wijkstra de veldwachters op met een karabijn. Volgens de overlevering zou het zo'n 18 graden gevroren hebben die dag. IJje wist alle vier veldwachters neer te schieten. Zelf raakte hij lichtgewond. Hierna stak hij het huis in brand, en bracht hij Aaltje onder bij een neef en vluchtte naar Groningen. Op weg naar het ziekenhuis werd hij aangehouden.

## Na de moord

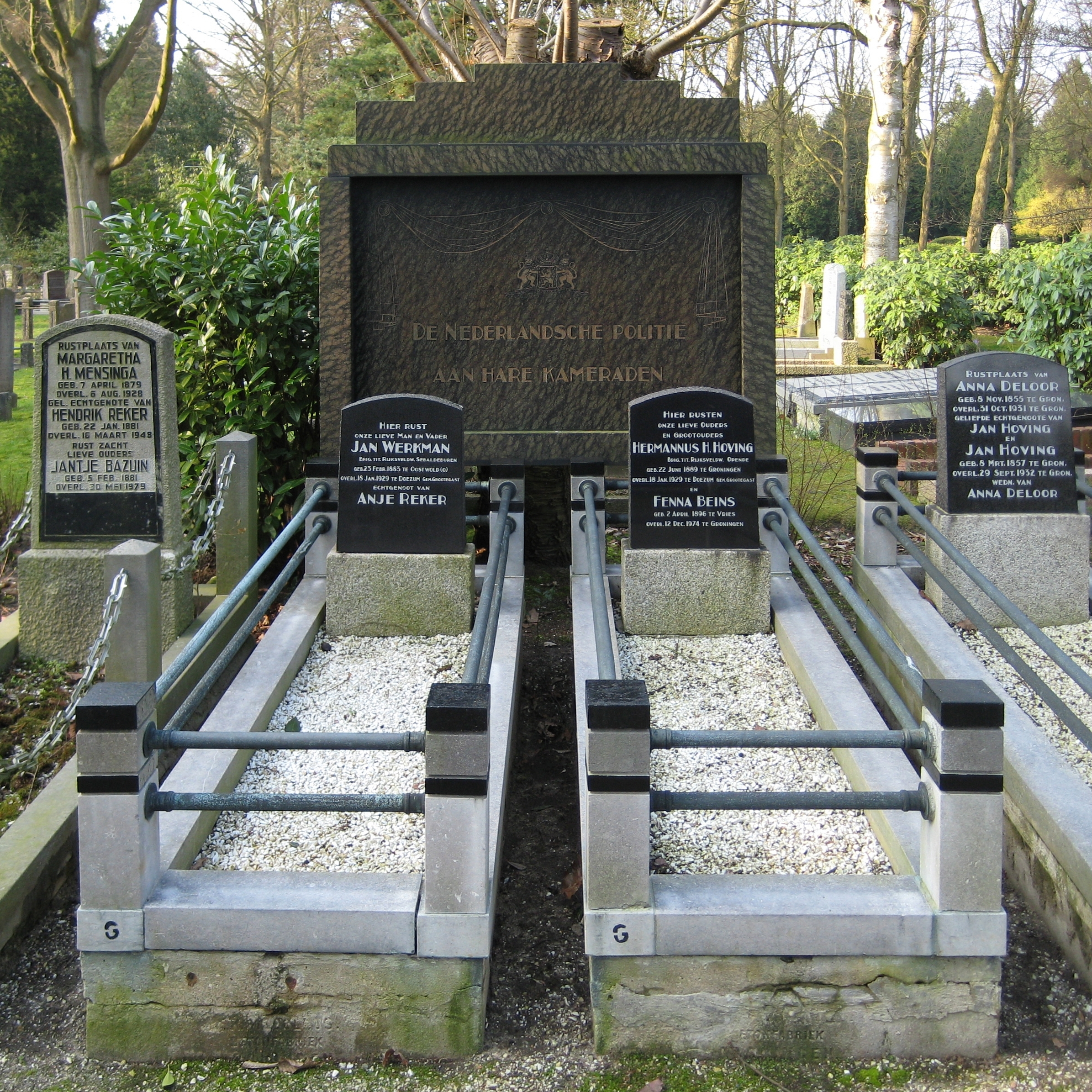
De graven van de veldwachters Jan Werkman en Herman Hoving op de begraafplaats Esserveld in Groningen (2009)

In april 1929 werd hij door de rechtbank in Groningen tot levenslang veroordeeld. In hoger beroep maakte het Gerechtshof te Leeuwarden daar 20 jaar van. Aaltje Wobbes werd veroordeeld tot 1 jaar gevangenisstraf, voor het in de steek laten van haar kinderen.
In 1941 werd Wijkstra van de strafgevangenis in Leeuwarden overgeplaatst naar het Rijkskrankzinnigengesticht te Woensel (Eindhoven). Daar stierf hij enige weken later op 45-jarige leeftijd aan de gevolgen van tbc. Hij werd op 10 juni 1941 te Eindhoven begraven.
Het drama in Doezum baarde zeer veel opzien. De begrafenissen van de vier agenten werden nationale gebeurtenissen en in het gemeentehuis te Grootegast werd een plaquette aangebracht, ter herinnering aan de vier veldwachters.
In 1980 werd Aaltje Wobbes herenigd met vier van haar kinderen. 

## Boeken en film
Het leven van Wijkstra is beschreven door onder anderen H.G. Cannegieter in Vier schoten voor een vrouw (1959) en door Rink van der Velde in De houn sil om jim bylje ('De hond zal om jullie huilen') (1978). Dit laatste boek werd in 1980 verfilmd door Pieter Verhoeff onder de titel Het teken van het beest.